# GeoJunxion
GeoJunxion is een Nederlands softwarebedrijf gespecialiseerd in geografische data (adressen, wegen, routes) en de technologie om die praktisch toe te passen. Het bedrijf richt zich op het toevoegen van locatie-intelligentie met als doel bedrijfsprocessen te verbeteren via locatie-technologieën en big geo-data.
Het bedrijf is in 1984 opgericht door Hans Abbink en Eiko Dekkers als AND (Abbink eN Dekkers) — voluit: AND International Publishers N.V. Sinds 30 december 2020 heet het GeoJunxion N.V.
Op 12 december 2023 hebben de aandeelhouders ingestemd met een bod op alle aandelen GeoJunxion, waarna het bedrijf van de beurs is verdwenen.

## Activiteiten
Het hoofdkantoor, aanvankelijk in Rotterdam, verhuisde in 2014 naar het Businesspark Rivium in Capelle aan den IJssel. Ook is er een kantoor in de VS. Van 1999 tot 2018 was er een productiefaciliteit in Pune, India.
AND bouwde een geografische database op met wereldwijde dekking en ontwikkelde daar digitale kaarttechnologie mee. Het afgelopen decennium werd er fors geïnvesteerd in het ontwikkelen van de kaarten van West-Europa op straatniveau en het AND LBS Platform.
Het platform biedt API Services voor ontwikkelaars en maatwerk toepassingen en diensten. Het LBS-platform wordt geleverd inclusief de AND wereldwijde Navigatie & Digitale kaarten en kaarten gebouwd door de community van OpenStreetMap. In juli 2007 heeft AND haar gegevens van Nederland, China en India ter beschikking gesteld aan OpenStreetMap.
Het bedrijf richt zich op geografische oplossingen als Location Based Services, routenavigatiesystemen, online mapping, fleetmanagement, routeplanners en meer. Tot de afnemers behoren klanten als AOL, ESRI, Google, Microsoft, Navitel, Ortec en PTV.
In september 2017 werd aangekondigd dat AND samen met het Duitse Continental AG high-definition-wegenkaarten ging maken, nauwkeurig genoeg voor zelfrijdende auto's om hun exacte positie op de weg te kunnen bepalen, met behulp van voertuigsensoren van Continental. Hiermee werd de concurrentie aangegaan met navigatiebedrijven zoals HERE en TomTom.
In 2020 kondigde het bedrijf aan zich meer te zullen richten op het aanbieden van hoogwaardige geografische data aan andere bedrijven voor gespecialiseerde doeleinden, bijvoorbeeld met de High Alert Zone-producten. Voorbeelden zijn data voor milieuzones, schoolzones en locaties met onveilige plekken in het wegennetwerk. Daarop werden bedrijfsnaam en merkontwikkeling aangepast.

### Bedrijfsonderdelen
De onderneming heeft of had een aantal dochterbedrijven:
- AND Automotive Navigation Data
- GeoJunxion B.V. (was: AND Products B.V.)
- GeoJunxion N.V. (was: AND International Publishers N.V.)

### Resultaten
In 2011 leed het bedrijf een groot verlies. De waarde van de activiteiten zijn opnieuw ingeschat en kwamen fors lager uit dan eerder aangenomen. Er werd bijna 11 miljoen euro afgeboekt op de bezittingen. Deze bijzondere afschrijving werd, onder andere, veroorzaakt door tegenvallende marktontwikkelingen in de PND-markt en het gebruik van kaarten op smartphones. Verder werd een reorganisatie doorgevoerd met een substantiële reductie van het aantal medewerkers. In 2015 was de winst extra hoog door een bijzondere bate van ruim 2 miljoen euro.
| Jaar    | Omzet | Nettoresultaat | Werknemers (gemiddeld) |
| ------- | ----- | -------------- | ---------------------- |
| 2010    | 7,0   | 002,5          | 276                    |
| 2011    | 2,4   | −13,9          | 196                    |
| 2012    | 4,5   | 001,8          | 075                    |
| 2013    | 4,3   | 001,2          | 077                    |
| 2014    | 4,8   | 002,6          | 080                    |
| 2015    | 6,0   | 005,1          | 089                    |
| 2016    | 7,3   | 002,8          | 095                    |
| 2019    | 1,1   | 00–4,1         | 015                    |
| 2020/21 | 2,4   | 00–2,2         | 019                    |
| 2021/22 | 2,4   | 00–0,8         | 018                    |
| 2022/23 | 3,4   | 000,0          | 021                    |

## Aandeelhouders
AND kreeg op 15 mei 1998 een notering aan de effectenbeurs Euronext Amsterdam. In april 2021 heeft de beurs het aandeel op het strafbank geplaatst omdat het bedrijf geen accountant heeft die bevoegd is de financiële controle te doen voor een beursvennootschap. GeoJunxion kan niet voldoen aan de wettelijke eis om een jaarrekening te publiceren.
In oktober 2023 maakte GeoJunxion bekend alle activiteiten te verkopen aan Road Runner BV. De aandeelhouders van Road Runner zijn de grootaandeelhouders Parkland Resources en Magnus I van GeoJunxion. Na de transactie bijft GeoJunction achter zonder activiteiten en alleen met geld van de verkoop van de activiteiten. Op 12 december 2023 is in buitengewone aandeelhoudersvergadering het bod besproken en de aandeelhouders hebben ermee ingestemd. De verkoop rond 15 januari 2024 worden afgerond en korte tijd later zal GeoJunxion van de beurs verdwijnen.
Op 26 juni 2025 wordt GeoJunxion na een faillissement overgenomen door Decos Technology Group.